# José de Almeida Furtado
José de Almeida Furtado (Viseu, 15 de setembro de 1778 — Viseu, 9 de setembro de 1831), conhecido pela alcunha de o Gata, foi um miniaturista e pintor português que se distinguiu no campo do retrato e da miniatura.

## Biografia
José de Almeida Furtado nasceu em Viseu, filho de outro José de Almeida Furtado, natural de Fundo de Vila, Esmolfe (Penalva do Castelo) e de sua esposa Maria Rita de Abreu. Depois de uma curta passagem pela cidade do Porto, onde terá frequentado os primeiros estudos artísticos, provavelmente na Aula Pública de Debuxo e Desenho, criada em 1779, mudou-se para Lisboa. Naquela cidade, em 1794, aos 16 anos de idade, matriculou-se como acolhido da Casa Pia de Lisboa com o objectivo de frequentar a Aula de Desenho da Casa Pia de Lisboa (a Aula do Castelo). Após a frequência daquela instituição, foi seleccionado para estudar na Aula Régia de Desenho de Figura e Arquitetura Civil (a Escola Real), instituição que fora criada a 23 de agosto de 1781.

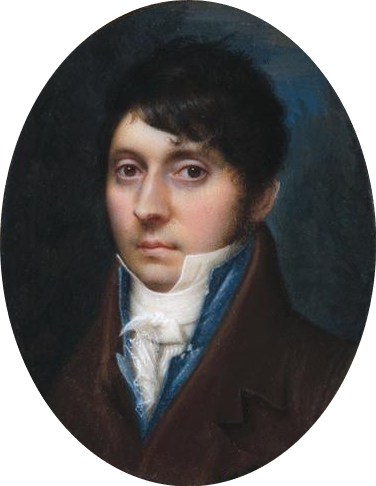
Auto-retrato em miniatura de José de Almeida Furtado, dito "o Gata", datado de c. 1811-1831.

Na Aula Régia trabalhou sob a orientação dos pintores Eleutério Manuel de Barros e José da Cunha Taborda. Após cerca de dez anos de estadia em Lisboa, concluídos os estudos, em 1804 voltou para Viseu, cidade onde estabeleceu a sua oficina de pintura e onde também se terá envolvido com o efervescente ambiente político e social então vivido. Em Viseu adoeceu vítima de um aneurisma e sofreu a amputação da perna esquerda.

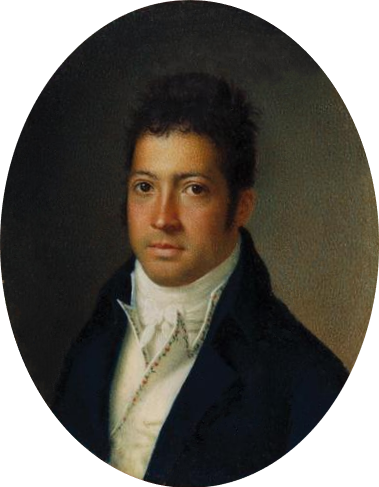
Miniatura com auto-retrato (em guache sobre marfim) de José de Almeida Furtado, dito "o Gata" (coleção do Museu Nacional Grão Vasco)

Em 1807, o ano que terminaria com a primeira invasão francesa comandada pelo general Jean-Andoche Junot, com 28 anos de idade, partiu para Salamanca, onde se fixou e trabalhou como professor e pintor. Naquela cidade casou no dia 1 de maio de 1811 com Maria do Loreto Amezqueta, com quem teve oito filhos, entre os quais os também pintores e miniaturistas Tadeu de Almeida Furtado (nascido em Salamanca), Francisca de Almeida Furtado e Doroteia de Almeida Furtado (nascidas mais tarde em Viseu).
Em Espanha, trabalhou em Salamanca e em Ciudad Rodrigo, cidades onde executou numerosos retratos e decorou a óleo e a têmpera tectos de salões palacianos. Entre os retratos de que é autor destaca-se o de D. Carlos de Bourbon, Conde de Molina. Tendo granjeado fama de exímio pintor retratista, atingiu grande notoriedade, o que lhe valeu ser em 1818 nomeado primeiro professor da aula de miniatura da Escuela de Nobles y Bellas Artes de San Eloy, instituição que fora criada em 1784 pela guilda dos ourives de Salamanca como parte do Colegio Confraternidad San Eloy de Artífices Plateros de Salamanca.
Em 1825 estava ainda em Salamanca quando pintou um grande retrato do governador militar de Ciudad Rodrigo, mas, apesar de ofertas vantajosas que lhe fizeram de Madrid, Sevilha e Lisboa, em 1826 regressou a Viseu, onde continuou a sua atividade, ganhando também aí grande notoriedade. Para além de múltiplos trabalhos de decoração em edifícios, especialmente a pintura de tectos, dedicou-se essencialmente ao retrato e à miniatura, destacando-se um grande retrato do rei D. Miguel I de Portugal, realizado em 1828. Da sua obra, realizado durante o mesmo período, existe no Museu Grão Vasco de Viseu, um famoso retrato de Eugénia Cândida da Fonseca da Silva Mendes, mais tarde 1.ª baronesa da Silva, obra notável pelo realismo, pois apresenta a ilustre e enérgica senhora com abundante desenvolvimento piloso facial, a justificar o ápodo de a Barbuda, que lhe deram os seus adversários políticos.
Faleceu cinco anos após o seu regresso a Viseu, a 9 de setembro de 1831, em plena Guerra Civil Portuguesa, deixando uma vasta obra dispersa e sobretudo uma descendência que continuou a sua ação artística. Notabilizou-se sobretudo como miniaturista, sendo considerado o melhor miniaturista português do seu tempo, o que é comprovado pelos rasgados elogios que as suas miniaturas mereceram do conhecido pintor e crítico de arte Auguste Roquemont.
Estilisticamente, embora ainda influenciada pelo Barroco, a obra de José de Almeida Furtado aponta para o neoclassicismo, com um forte sentido académico, depuração, racionalismo e rigor técnico, particularmente evidentes nos retratos de pequena dimensão e nas miniaturas.

## Descendència
Com exceção de um, todos os filhos de José de Almeida Furtado tiveram ligação ao mundo das artes:
- Tadeu Maria de Almeida Furtado (1812-1901), miniaturista, professor da Escola de Bellas Artes do Porto e ensaísta.
- Maria das Dores de Almeida Furtado (1814-1842), pintora e miniaturista.
- Eugénia de Almeida Furtado (1816-), pintora
- Rosa de Almeida Furtado (1817-), pintora
- Júlio José de Almeida Furtado (), professor de Desenho, Francês, Português e Música no Maranhão, São Paulo e Rio de Janeiro.
- Francico de Almeida Furtado (1825-)
- Francisca de Almeida Furtado (1827-1918), pintora que atingiu grande reputação no seu tempo como miniaturista. A convite da rainha D. Maria II e de D. Fernando de Saxe-Coburgo, esteve em Lisboa, onde pintou os retratos dos soberanos, de vários membros da família real portuguesa, de Alexandre Herculano e de outras figuras relevantes da sociedade portuguesa daquele tempo.[1]
- Doroteia de Almeida Furtado (1829-), pintora e miniaturista.

## Legado e Homenagens
José de Almeida Furtado é lembrado na toponímia de Viseu, cidade onde existe o Largo Pintor Gata.

## Selecção de Obras

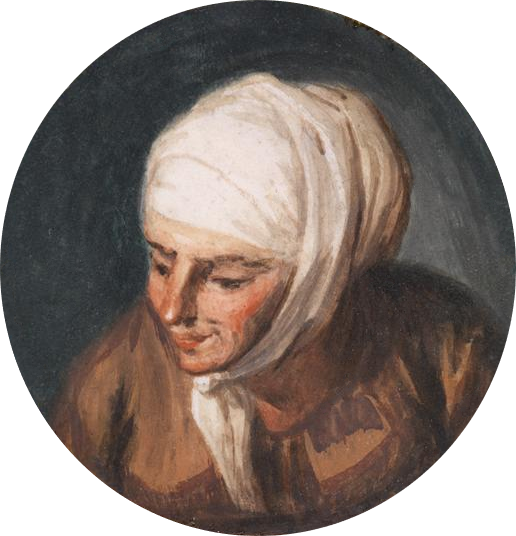
Miniatura da Padeira de Aljubarrota, sem data (colecção do Museu Nacional Grão Vasco)
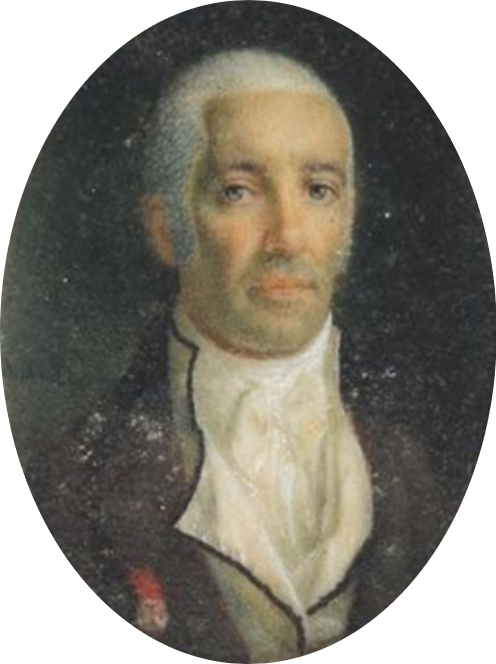
Retrato-miniatura de José Ernesto Teixeira de Carvalho, Cavaleiro da Ordem de Cristo, Morgado de Vilar Seco em Viseu, Fidalgo da Casa Real, datado de 1831
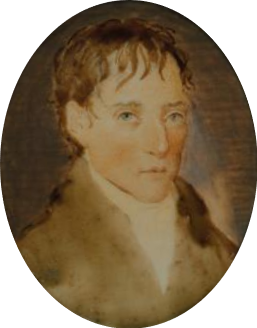
Retrato-miniatura em têmpera sobre marfim de Manuel Maria Barbosa du Bocage, datado de por volta da década de 1820  (colecção do Museu Nacional de Arte Antiga)
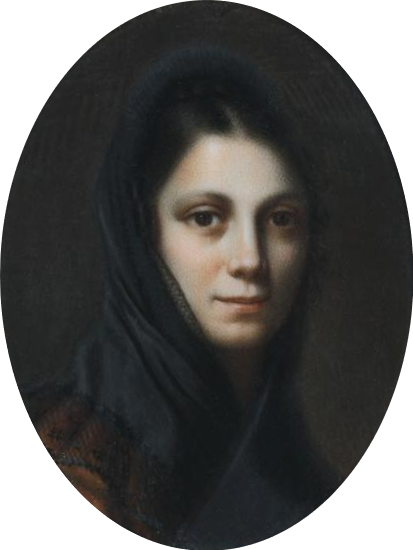
Retrato-miniatura em têmpera sobre marfim de D. Maria do Loreto Amesquita